# Комісарівка (Луганський район)
Коміса́рівка (до 1951 року — хутір Комісарівка) — село в Україні, у Молодогвардійській міській громаді Луганського району Луганської області. Населення становить 229 осіб.

## Назва
Назва села утворена від слова «комісар», вибір утворювального слова мотивований посадою землевласника і засновника села Єгора Павловича Мілютінова.

## Географія
Географічні координати: 48°28' пн. ш. 39°30' сх. д. Часовий пояс — UTC+2. Загальна площа села — 2,105 км².
Село розташоване у східній частині Донбасу за 11 км від селища Хрящувате. Через село протікає річка Луганчик.

## Історія
Село засноване в другій половині XVIII століття на правах рангової дачі, територія заселена вихідцями з Київської, Чернігівської, Полтавської, Катеринославської губерній.
Наприкінці XVIII століття у Комісарівці проживало 48 чоловіків і 49 жінок.
У 1920 році поселення існує як хутір Комісарівка. Статус села з 1951 року.
В часі російсько-української війни 2014–2015 років 31 січня 2015-го між Комісарівкою та Зоринськом українська артилерія знищила колону військової техніки терористів, що йшла з Брянки — до двадцяти одиниць.

## Населення
За даними перепису 2001 року населення села становило 229 осіб, з них 30,57% зазначили рідною мову українську, а 69,43% — російську.

## Економіка
У селі діє сільськогосподарське підприємство ПСП «Колос».